# Esmael Alisiro
 (décembre 2022).
République fédérale démocratique d'Éthiopie
Esmael Alisiro (Ge'ez: እስማኤል አሊ ሲሮ) est un des 112 membres du Conseil de la Fédération éthiopien. Il est un des deux conseillers de l'État de l'Afar et représente le peuple Afar.
Il a été président de l'État de l'Afar.